# اچ‌دی ۱۴۶۲۲
اچ‌دی ۱۴۶۲۲ یک ستاره است که در صورت فلکی آندرومدا قرار دارد.